# Tommy Gumina
Tommy Gumina, né  le 20 mai 1931 et mort le 28 octobre 2013, est un accordéoniste américain.

## Biographie
Dès son plus jeune âge, Tommy Gumina souhaite jouer de l'accordéon: son père, malgré les difficultés financières, lui en offre un. À 11 ans il commence à en jouer ; à 12 ans, il commence à l'enseigner. Jouant à l'occasion de mariages ou de compétitions qu'il gagne, il se perfectionne au fil des années, notamment en suivant des cours à Chicago.
Il finit par être remarqué dans un club par le trompettiste et chef d'orchestre Harry James, ce qui l'amène à jouer dans plusieurs émissions de télévision de l'époque .
Collaborant avec le saxophoniste Willie Smith ou encore avec le clarinettiste Buddy DeFranco au cours de sa carrière, Tommy Gumina a montré que l'accordéon pouvait se marier au jazz et que les accordéonistes étaient eux-aussi capable d'acquérir cette culture du swing et de l'improvisation.
Dans un entretien réalisé par le professeur d'éducation musicale Jean-François Jacomino, Richard Galliano cite Tommy Gumina comme l'un de ses "héros accordéonistes" .